# LeRoy Ellis
Pour les articles homonymes, voir Ellis.
LeRoy Ellis, né le 10 mars 1940 à Far Rockaway, dans le Queens, mort le 2 juin 2012 dans l'Oregon, est un joueur américain de basket-ball. Il évoluait aux postes d'ailier fort et de pivot. Il est le père du basketteur LeRon Ellis.

## Palmarès
- Champion NBA 1971-1972 (Lakers de Los Angeles)

## Pour approfondir